# Епічне фентезі
Епічне фентезі (англ. epic fantasy), або високе фентезі (англ. high fantasy) — підкатегорія жанру фентезі. Підвид фантастичної літератури, заснований на використанні міфологічних і казкових мотивів. Є протилежністю до Low Fantasy. Термін був вперше використаний у 1971 році Lloyd Chudley Alexander (Ллойдом Александером). Твори цього піджанру витримані в масштабному дусі. У творах, написаних в стилі епічного фентезі, зазвичай описується тривала боротьба героїв з ворогом, який стоїть на стороні зла і володіє надприродними силами. Класичним прикладом епічного фентезі вважається «Володар перснів» Джона Толкіна. Епічне фентезі є найпоширенішим видом літературного фентезі. У кінематографі воно представлена менш широко, переважно екранізаціями Толкіна та творів інших авторів.

## Історія
Ключове положення у епічному фентезі займають романи Джона Толкіна, так як вони є найбільш яскравими прикладами творів цього піджанру. Трохи пізніше, після гучного успіху цих творів у 1960-і роки інші автори почали писати і конструювати фентезі-романи у стилі епічного фентезі. Багато з них при цьому були натхненні творами Толкієна, або вдалися прямо до його мотивів. Так, наприклад, в традиціях Толкієна написані твори таких авторів, як Раймонд Фейст, Террі Брукс і Тед Вільямс. Для інших авторів, таких як Урсула Ле Гуїн, Роджер Желязни, Стівен Еріксон або Джордж Мартін навпаки, творчість Толкіна виступає у якості прикладу, примірника по самостійній роботі для обробки класичних мотивів. Через чотирнадцять років після Володаря перснів, Урсула Ле Гуїн, відома як автор науково-фантастичних творів, вирішила написати, в свою чергу, фантазію у стилі Толкіна. 
У 1968 році з'явилася перша книга циклу Земномор'я. Тут, знову ж таки, ми є свідками народження твору, в якому звертає на себе увагу оригінальний, за критикою фахівців, детально пророблений фантастичний світ: тут магія схожа на науку, а персонажі — живі, справжні люди. У 1970 році побачив світ епічний цикл фентезі-романів, написаний американським фантастом Роджером Желязни, який складається з десяти книжок, об'єднаних у два п'ятикнижжя, під загальною назвою Хроніки Амбера. Автору вдалося створити цілий всесвіт, який складається з безперервної безлічі паралельних світів.  
 В якості попередників Толкіна можна назвати Льюїса Керролла і його «Алісині пригоди у Дивокраї» (1865), Вільяма Морріса The Well at the world's End (1896) і The Wood beyond the World (1894), Джорджа Макдоналда At the Back of the North Wind (1871) і The Princess and the Goblin (1872), а також роман Теренса Генбері Вайта The Once and Future King (1936). Вже у цих творах авторами були застосовані численні мотиви та прийоми з фентезі літератури, які сьогодні вже вважаються основоположними для епічного фентезі.

## Особливості епічного фентезі

### Фантастичний світ
Першою ознакою епічного фентезі є те, що дія епічного фентезі розіграється, як правило, в своєму особливому фантастичному світі, культурна та соціальна конструкція якого іноді нагадує ідеалізоване європейське середньовіччя. Цей світ має свою лише йому притаманну флору, фауну, історію, релігію і частково — як у випадку з Володарем перснів — навіть, власну мову та історію. При цьому особливе значення мають міфологічні аспекти; вони часто тісно сплітаються власне з сюжетом. В основному, вони утворюють мотиви аналогічні тим, що у відомих епосах та легендах. Магія так само є центральною частиною того світу у вигляді особливих істот, народів і монстрів.
Термін "вторинний світ " (secondary world) для позначення світу, в якому розгортається сюжет був придуманий Д. Р. Р. Толкіном в есе (On Fairy-Stories, 1939), і вказує на світ, в якому правлять закони, відмінні від тих, що діють у реальному світі, але все ж узгоджуються із законами реального світу.

### Боротьба Добра і Зла
Ще одна ознака епічного фентезі — це над-цінна ідея про принципове протистояння Добра і Зла. Події можуть спочатку виглядати буденно: держави розв'язують корисливі війни, а навколо трону плетуться інтриги. Але поступово читач розуміє, що боротьба ведеться не за багатство, не за владу і навіть не за порятунок невинної красуні від злісного чаклуна. Ні! Світло і Темрява зійшлися в одвічній суперечці, і його результат залежить від героїв.
Головний герой часто хлопець недалекий. Насправді епічне фентезі відрізняється від героїчного фентезі тим, що головний герой не могутній воїн, не знає нічого з того, що відбувається за межами його рідного села, але поступово починає розуміти той вселенський конфлікт, який існує між Добром і Злом, і герой виявляється втягнутий в боротьбу між ними, бо приходить розуміння, що він єдиний, хто може перемогти ворога.

### Масштабність
Глобальне завдання героїв — порятунок всього світу або значної його частини. Рятують, як мінімум, державу, частіше — світ, людство, Всесвіт. Важлива ознака епічного фентезі — це масштабність описуваних подій. Географічно — дія охоплює країну, континент, весь світ, кілька світів. Хронологічно — пригоди героїв затягуються на місяці, роки, століття. Кількісно — персонажі не просто вбивають одного дракона, демона або орка, рахунок йде на десятки і сотні. Ситуаційно — гігантські армії сходяться у лютих битвах, могутній магічний смерч проноситься над світом, піднімає голову Вселенське Зло.
Одним з важливих елементів епічного фентезі є наявність велетенських польових битв, які відбуваються між великими арміями, але часто не залишають опису насильства і кривавих розправ, а також мають магічні елементи, які вирішують долю війни.

## Прикладне мистецтво
Крім літературних творів епічне фентезі дало свої плоди і в інших засобах художнього зображення, а також в ній найшли своє натхнення художники і ілюстратори, такі як Алан Лі, Boris Vallejo, Джулі Белл, Michel Whelan, Ровена Морріл.

### Комікси
- Dungeon (comics)
- La Quête de l'oiseau du temps

### Відеоігри
- The Legend of Zelda (серія відеоігор)
- Dragon Age

### Телебачення
- Пригоди ведмежат Гаммі
- Легенда про Шукача

## Відомі Представники
- Джеймс Барклай[en]
- Террі Брукс
- Trudi Canavan
- Стівен Дональдсон
- Девід Еддінгс[en]
- Міхаель Енде
- Стівен Еріксон
- Раймонд Фейст
- Террі Гудкайнд
- Маркус Гайц
- Роберт Джордан
- Гай Геврієл Кей
- Урсула Ле Гуїн
- Клайв Стейплз Льюїс
- Джордж Мартін
- Денніс Маккірнан[en]
- Патриція Маккілліп
- Крістофер Паоліні
- Террі Пратчетт
- Патрік Ротфусс
- Роберт Сальваторе
- Брендон Сендерсон
- Д. Р. Р. Толкін
- Тед Вільямс
- Меріон Зіммер Бредлі